# Прогресивна реформістська партія (Суринам)
Прогресивна реформістська партія (нід. Vooruitstrevende Hervormings Partij) — політична партія в Суринамі. Лідер партії Чан Сантохі. Є другою після Національної демократичної партії Суринаму партією за кількістю членів. Основним електоратом її є вихідці з Індії, Пакистану та Індонезії — індуси і мусульмани Суринаму.

## Історія
Прогресивна реформістська партія Суринаму була утворена в 1948 році шляхом злиття Мусульманської партії Суринаму, Індуїстської яванської політичної партії і Суринамської індуїстської партії. В 1948—2001 роках очільником партії був мільйонер Хагернат Лахмон.
На виборах 1949 року партія отримала 6 місць у Національній асамблеї Суринаму. На виборах 1951 року партія отримала такі результати, що дозволило партії створити коаліцію, яка стала більшістю в парламенті, випередивши Національну партію Суринаму. В 1955 році розпочалися переговори між Прогресивною реформістською і Національною партією. Була створена коаліція, яка проіснувала до 1967 року. На виборах, які проводилися 24 Жовтень 1969, партія отримала 19 з 39 місць у Національній асамблеї. На виборах 1973 року партія отримала 17 місць у парламенті.
15 лютого 1974 року прем'єр-міністр Хенк Аррон (представник Національної партії Суринаму) здійснив урядову заяву, в якій містилася вимога надання Суринаму незалежності не пізніше кінця 1975 року. Проте Прогресивна реформістська партія Суринаму виступила проти цього. Думка депутатів в парламенті розділилися порівну 19 на 19, 39-й депутат Лі Фонг Конг через залякування з боку радикалів не був у парламенті. Відсутність більшості призвело Суринам до парламентської кризи, що викликало громадські заворушення по всій країні. У цей момент Прогресивна реформістська партія, щоб уникнути громадянської війни, все ж приєднаються до Національної партії, що призвело до проголошення Суринамом незалежності 25 листопада 1975 року.
В 1977 році були проведені вибори, на яких перемогу здобула національна партія (виражала інтереси креолів) на чолі з Арроном, що здобула 22 місця з 39. Решта дісталися опозиційній коаліції на чолі з Хагернатом Лахмоном.
25 лютого 1980 року в Суринамі був здійснений військовий переворот. Його було організовано 34-річним старшим сержантом Дезі Баутерсе, який правив країною як диктатор до 1991 року. В 1987 році Баутерсе дозволив провести у країні вільні вибори. В результаті виборів коаліція «Фронт за демократію і розвиток», в яку входила ПРП, здобула 40 з 51 місць у Національній асамблеї. Проте в результаті перевороту що відбувся 24 грудня 1990 року уряд і президент Шанкар були повалені військовими
На виборах, які відбулися в 1991 році, перемогу здобула Національна партія Суринаму і президентом став Рональд Венетіан. ПРП увійшла в коаліцію з НПС отримала 5 міністерських посад. В 1996 році у партії відбувся розкол, в результаті чого частина партійців що відкололися утворили Провідну партію поновлення і демократії.
На виборах 23 травня 1996 року Прогресивна реформістська партія у складі Фронту за демократію і розвиток отримала 5 місць у Національній асамблеї та 4 міністерські посади, а Хагернат Лахмон став спікером парламенту. Після дострокових виборів 2000 року ПРП продовжує залишатися в урядовій коаліції.
В 2001 помер лідер партії Хагернат Лахмон. Новим головою партії став Рам Сарджу, який обіймав цю посаду протягом десяти років.. 3 липня 2011 новим лідером партії став популярний суринамський політик Чен Сантокхі. На виборах 2015 року партія отримала 8 місць в парламенті країни і є головною опозиційною партією Суринаму. Крім політичної діяльності партія займається проведенням спортивних, культурних та соціальних заходів. Має власний футбольний клуб..